# Supramediterrani

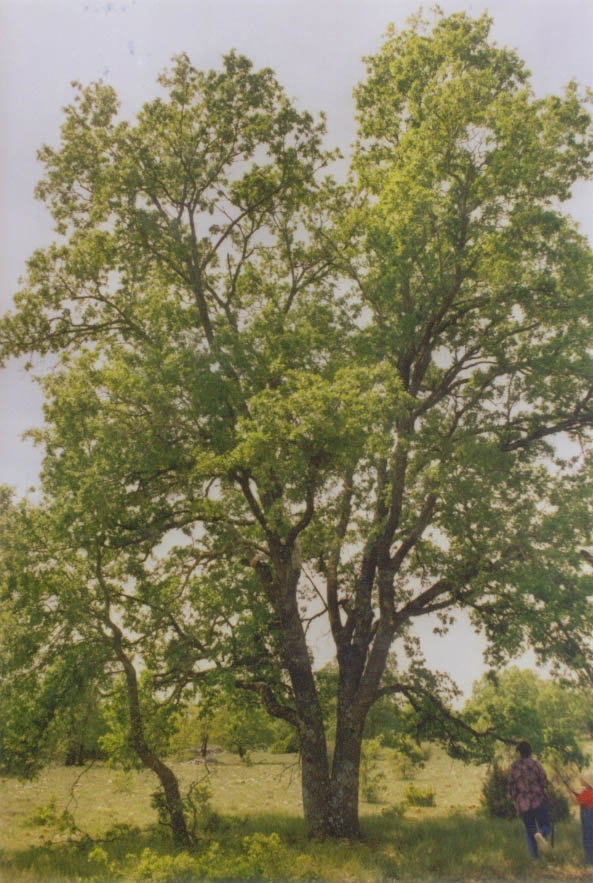
El roure valencià (Quercus faginea) és típic de la vegetació supramediterrània

Supramediterrani és un estatge bioclimàtic que pot trobar-se en qualsevol zona de clima mediterrani, situat entre el mesomediterrani per sota i l'oromediterrani per sobre.
El terme supramediterrani resulta confús i no queda clar si s'exclouen mututament els termes de clima mediterrani i clima supramediterrani.
La vegetació es caracteritza normalment per boscos de coníferes o roures marcescents (Quercus faginea, Quercus humilis, etc.) en els quals les fulles no acaben de caure i queden seques a l'arbre.

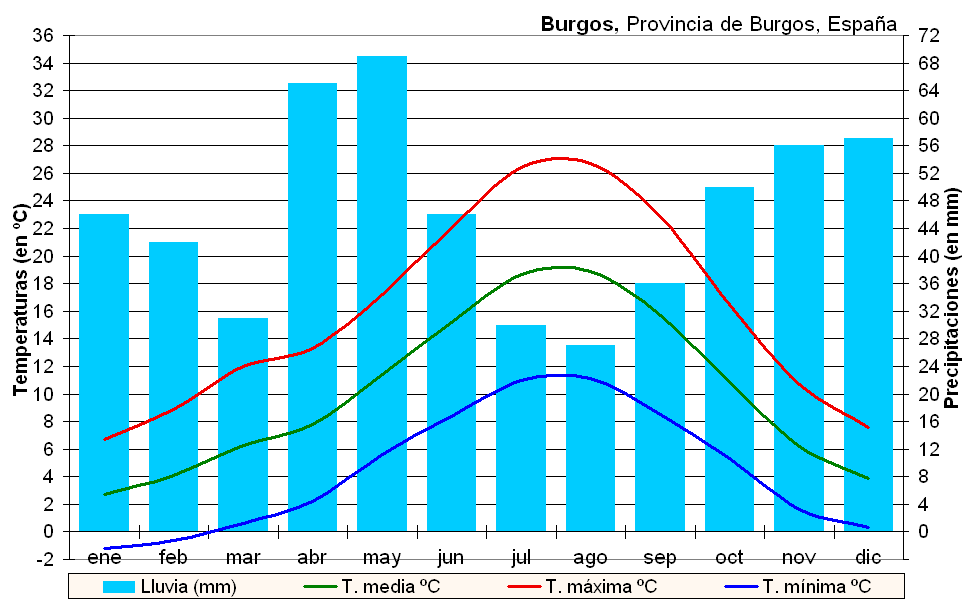
Climograma de Burgos, exemple de clima supramediterrani.
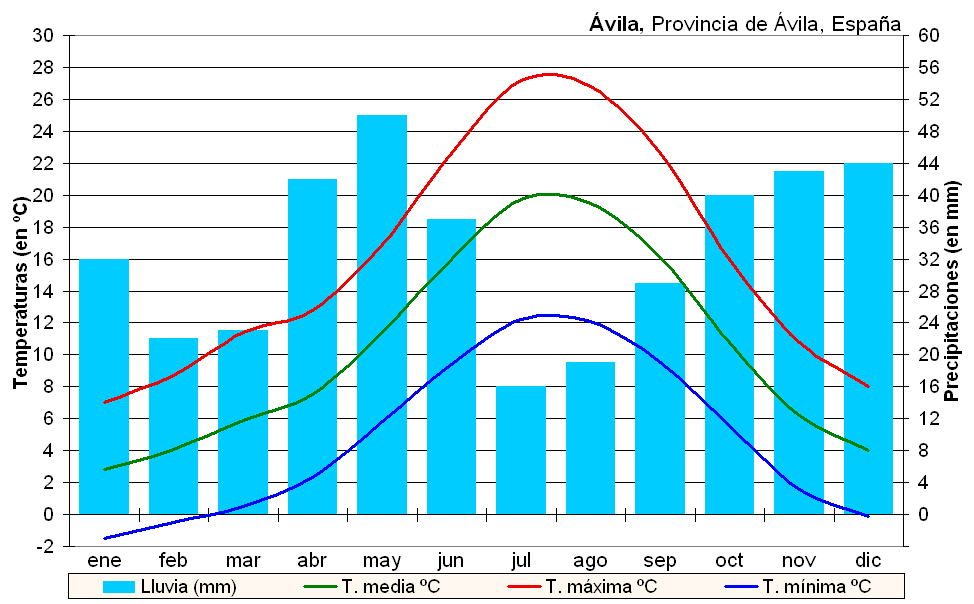
Climograma de Àvila, exemple de clima supramediterrani.